# Skyy
Skyy (stilizzato in SKYY) è una marca di vodka statunitense prodotta a San Francisco e distribuita dal Gruppo Campari.

## Storia
La Skyy Vodka fu creata nel 1992 dall'imprenditore e inventore statunitense Maurice Kanbar. L'inventore voleva trovare un metodo di distillazione per produrre una vodka pura, ossia senza congeneri, prodotti di scarto della distillazione presenti in molti alcolici e uno dei fattori responsabili del malessere dell'ubriachezza. Kanbar scoprì e brevettò un metodo, che chiamò "Science" per ridurre drasticamente tali impurità e, dopo aver trovato una distilleria in cui produrre la sua ricetta, fondò la Skyy Spirits e cominciò a distribuire il suo distillato, principalmente a locali cittadini. Nel 1994 la Skyy Vodka era distribuita in pochi stati attraverso una rete di un numero limitato di commercianti; Kanbar presentò il suo prodotto al Wine and Spirits Wholesalers Convention a New Orleans, riscuotendo un buon successo. Lo stesso anno invitò il nipote David ad unirsi allo staff dell'azienda che contava allora solo tre impiegati. David riuscì a convincere Anthony Foglio e Keith Gregor, due dirigenti della Grand Metropolitan (oggi Diageo) ad entrare nel team della Skyy; l'esperienza dei due portò le vendite della Skyy a superare la soglia di 500.000 casse nel 1996. 

Nel 2000, le vendite della vodka Skyy Vodka raggiunsero il milione di casse; l'occasione portò ad espandere la linea produttiva con l'introduzione della "Skyy Citrus", una combinazione della vodka con essenze di limone, lime, arancia, mandarino e pompelmo; il prodotto ebbe successo e venne prodotta una nuova linea di vodke aromatizzate, la Skyy Flavor (dal 2008 ridenominata Skyy Infusion).

### Era Campari
Nel 1998 la Skyy cominciò una collaborazione col gruppo italiano di bevande Campari, il quale comprò l'8,9% delle azioni e iniziò a distribuire la Vodka Skyy in oltre cento nazioni. Nel 2001 la Campari acquisì per 207 milioni di dollari un ulteriore 50% delle quote, divenendo proprietaria dell'azienda e permettendo così a Kanbar di concentrarsi su aspetti più creativi; nel 2006 il gruppo italiano completò l'acquisizione arrivando al 100% delle quote. Nel frattempo, l'azienda collaborò con la Miller Brewing Company e la Berry Bros. & Rudd.

## Prodotto
La vodka Skyy è una vodka statunitense di grano a 40° alcolici, prodotta con grano proveniente dal midwest americano e acqua filtrata. È prodotta tramite un metodo che prevede una quadrupla distillazione e tripla filtrazione attraverso calcare californiano, al fine di ridurre al minimo le impurità. Ne risulta una vodka dal sapore pulito e neutro, adatto soprattutto alla preparazione di cocktail.

### Varianti
Nel tempo son nate diverse varianti della vodka Skyy, sia per la qualità del distillato, che per l'aromatizzazione. Le vodke aromatizzate dell'azienda vennero denominate "Skyy Flavour"; dal 2008, venne brevettato un nuovo metodo estrattivo e le vodke vennero rinominate "Skyy infusion".
Per le vodke bianche sono state create:
- Skyy 90 (2005): Vodka di categoria ultrapremium, viene miscelata a 45° (90 proof, da cui il nome) con acqua delle Sierra Madre Mountains e frumento selezionato, e confezionata in una bottiglia di vetro cilindrico bianco trasparente. Particolarmente adatta alla degustazione o miscelata nel cocktail vodkatini.

Per le vodke aromatizzate sono state create:
- Sky Cherry (2008): variante aromatizzata all'amarena.
- Skyy Citrus (2008): variante aromatizzata con diversi agrumi (limone, lime, arancia, mandarino e pompelmo) [3].
- Skyy Passion Fruit(2008): variante aromatizzata al frutto della passione.
- Skyy Raspberry (2008): variante aromatizzata al lampone.
- Skyy Pineapple (2009): variante aromatizzata all'ananas.
- Skyy Wild Strawberry (2013): variante aromatizzata con fragoline di bosco; le vendite sono cominciate nel giorno di San Valentino [4].

Nel tempo son state create e poi dismesse alcune varianti:
- Skyy Grape (2008-?): variante aromatizzata all'uva
- Skyy Spiced (2003-?): vodka aromatizzata con diverse spezie (cannella, noce moscata e chiodi di garofano); era consigliata miscelata con la cola.[5]
- Skyy Berry (2003-?): vodka aromatizzata con diverse bacche (lampone, mirtillo, mora); era consigliata miscelata con la gassosa.[5]
- Skyy Vanilla (2003-?): vodka aromatizzata con vaniglia e amaretto; era consigliata miscelata nel cocktail vodkatini.[5]
- Skyy Melon (2004-?): vodka aromatizzata con diverse varietà di  melone (melone verde, melone di Cantalupo e anguria); era consigliata miscelata con succo d'arancia.[6]
- Skyy Orange (2004): vodka aromatizzata all'arancia; era consigliata miscelata con triple sec, limonata o energy drink.[7]